# Primera gran expedició contra Toktamix (1391)
La primera gran expedició contra Toktamish que va fer Tamerlà amb tot el seu exèrcit i la finalitat de liquidar el problema, fou l'expedició del 1391.

## Marxa de l'exèrcit
L'exèrcit s'havia preparat acuradament durant el 1390 i estava ben proveït per a la campanya. Amb els flancs controlats va iniciar la lluita contra Toktamish en lloc d'esperar un atac de l'Horda d'Or (aleshores no s'anomenava així, se li deia generalment Kiptxak). A la gran plana de Samarcanda Tamerlà va revisar els seus regiments (desembre de 1390). Els seus plans eren marxar al nord per trobar a Toktamix. Aquest tenia una host mes nombrosa i mòbil perfectament adaptada al terreny; Timur en canvi tenia per endavant deserts i estepes i les seves tropes havien de viure del territori perquè no es podien transportar aprovisionament mes que per un període curt. Inicialment fins al Sir Darya, 300 km al nord, Timur estava en terreny conegut.
Quan van començar les primeres nevades l'exèrcit es va aturar a Taixkent (aleshores anomenada Shahsh) per passar el hivern. Allí va arribar Miran Shah amb les tropes del Khurasan. Timur va fer una visita religiosa a un sant a Khujend; després va agafar una malaltia i va estar 40 dies malalt. Finalment, en el moment de mes fred de l'any, Timur va ordenar avançar cap al nord. Fins aquell moment nomes hi havia alguna escaramussa, però ara la ordre era buscar a Toktamix, enfrontar-lo i derrotar-lo. Moure 200.000 homes en aquelles condicions era suïcida, i l'exèrcit va murmurar, però no va discutir i va obeir. Al nord del Sir Darya hi havia l'estepa anomenada Estepa de la Fam amb deserts de sorra, planes buides i muntanyes i rius per creuar; l'exèrcit i el comboi de provisions hauria de lluitar contra la neu i el gel; l'aprovisionament seria complicat al cap de poc temps.

## Sortida de Taixkent
Van sortir de Taixkent el 27 de gener de 1391. Formalment el seu net Pir Muhammad ibn Jahangir i el seu fill Shah Rukh quedaven encarregats de l'imperi (kanat) de Txagatai amb els amirs Lal i Melker com lloctinents. Les dames van retornar a Samarcanda i Timur només es va emportar a Txulpan Mulk Agha filla de l'amir mogol Hajji Beg Irkanut (l'oncle d'Ankatura).
Van passar d'una fortalesa fronterera a una altra i es va moure lentament a través de la serralada del Kara Tagh. Els seus moviments eren observats per espies de Toktamix. Poc després de creuar el Sir Darya, quan la neu i la pluja els retenia al campament, van arribar enviats del kan de Sarai (Toktamix) al campament de Timur i li van portar regals (9 cavalls magnífics, un falcó i algunes joies) i en nom del seu senyor van manifestar que Toktamix considerava a Timur com un pare que sempre li havia donat els seus favors en quantitat innumerable; reconeixia el seu deute amb l'amir de Samarcanda i el seu error en fer la guerra i que si havia iniciat aquesta havia estat per instigació de persones malicioses que l'havien enganyat i que ara se’n penedia i demanava perdó i la clemència del seu senyor amb el que augmentarien les seves obligacions; demanava una aliança pacifica amb Timur (19 de febrer de 1393). La contesta de Timur fou recordar el que havia fet per Toktamix i la ingratitud d'aquest i manifestar que si ara volia la pau només era per salvar-se; per tant que si veritat la volia enviés a negociar amb els amirs de Timur al seu visir (una mena de primer ministre) Ali Beg. La marxa al nord continuava. No hi va haver resposta de Toktamish i lògicament Ali Beg no hi va anar. Timur va seguir avançant al nord entrant al territori de les Sorres Blanques. A la primera setmana de març l'exèrcit va passar per Yassi (després rebatejada Turkestan al segle xvi) una prospera ciutat comercial en la ruta de les caravanes de la Xina a Pèrsia i a Astrakhan. Després van passar per Karatxok i després per Sabran. L'estepa oferia pocs recursos i els cavalls estaven esgotats i tenien molt poca aigua. Durant 3 setmanes la situació va anar empitjorant.

## Arribada a les muntanyes dels Urals
Finalment la situació va millorar a l'abril: el 14 d'abril de 1391 van arribar a un riu que van batejar com Sarek Usan o Sari Su (Aigua Groga) que van tardar uns dies a passar ja que baixava torrencialment però finalment van trobar un pas fàcil; una nit van desertar dos servidors d'Aideku Uzbek que se suposa que es van anar a unir a Toktamix. Després de travessar el riu Sari Su es van dirigir a l'oest cap als Urals, o muntanyes Ulugh Tagh (Ulek Tak). Van arribar a la vista dels Urals el 4 de maig de 1393 a unes muntanyes anomenades Kutxek Tak i dos dies després a unes altures dels Ulugh Tagh o Ulek Tak van veure la immensa estepa de Quiptxaq que quedava enrere.
Aquí Timur va ordenar que es construís un obelisc com a "monument durador per la posteritat", de l'altura d'un minaret. En ell va registrar la mida de l'exèrcit que dirigia contra Toktamix Khan, rei dels “búlgars”, i la data de la seva arribada a aquestes muntanyes. La situació havia millorat pel clima i l'aigua però l'horitzó immens no mostrava cap signe de presencia de Toktamish. Quatre mesos de marxa i no havien vist cap soldat de Toktamish i els aliments escassejaven. El preu d'una ovella del mercat itinerant que acompanyava l'expedició havia augmentat fins a 100 dinars i aviat es van esgotar. En un territori difícil, destrossats per les marxes forçades, els soldats van haver de subsistir amb racions escasses, inicialment un guisat de carn fina i quan la carn es va esgotar, el guisat va esdevenir un brou i quan es va esgotar la farina, el brou encara es va aclarir més i era una barreja d'aigua i herbes, un bol diari amb sort. Desplaçant-se a les planes, van buscar qualsevol cosa comestible, arrels, herbes silvestres, ous i rates complementades amb carn de cavall sempre que un animal sucumbia a les condicions desesperades. No era manera de proveir un exèrcit a punt de lluitar contra un enemic fort. Els homes estaven en el seu punt més feble. Tot i que en el transcurs de les seves campanyes s'havien acostumat a l'adversitat, no estaven acostumats a aquests nivells de privacions. Les pors van començar a créixer. Va córrer el rumor que els kiptxaks de Toktamix, ben proveïts, ben descansats i prou familiars amb el terreny, escollirien aquest moment per aixecar-se de les ombres i derrotar-los. Va ser un moment desesperat per a Timur, i una prova crítica del seu lideratge. Va enfrontar-se a una rebel·lió dels seus soldats afamats o a una frenètica retirada cap a Transoxiana, o be a la derrota per l'Horda d'Or, a la qual els espies ja haurien informat per les dades obtingudes de diversos desertors del campament de Timur i que coneixien bé la seva posició. Era retirada o rebel·lió.

## Aprtovisionament difícil
La primera prioritat era alimentar els seus homes. Toktamish, com ja havia demostrat amb tanta intel·ligència, va saber esperar. Convocant els seus alts oficials, Timur va donar ordres per a sortir de cacera a esquerra i dreta. Centenars de cérvols i altres animals van ser morts i van servir de menjar. Durant uns dies les tropes van poder menjar carn i amb l'exèrcit ben alimentat i apropant-se a les fronteres de Sibèria, Timur va escollir aquest moment per ordenar una revisió general de les seves tropes, una mesura calculada per provocar disciplina i confiança. Quan es va formar a l'exèrcit de dos-cents mil homes, l'emperador esplèndidament vestit va aparèixer davant d'ells a cavall, amb una corona d'or encastada amb robins. Començant la seva revisió amb l'ala esquerra, es va assegurar que els soldats estaven equipats adequadament amb un sabre al seu costat esquerre, un mig sabre a la seva dreta, així com una llança, una maça, un punyal i un escut de cuir, cada home duia un llaç amb trenta fletxes. L'exèrcit era tant gran que la revista va durar dos dies. Finalment Sibèria, la terra que Ibn Batuta va anomenar Terra de les Ombres, on els dies eren curts al hivern (i llargs a l'estiu) i on no es podia veure a ningú habitant la regió en que la boira i la humitat estaven als peus i no hi havia camins, va quedar enrere. Toktamish sempre anava per endavant, atraient als timúrides. Timur va enviar per endavant exploradors. Un d'aquests fou el seu net Muhammad Sultan, que fou enviat a explorar la darrera setmana d'abril al front d'un contingent dels anomenats Mangalai (Exploradors o Corredors).

## Buscant l'enemic
Es van començar a trobar rastres de la vida humana. En primer lloc les restes d'alguns focs amb brases encara calentes. Cap al nord els exploradors van arribar fins al riu Tobol (Topal), afluent de l'Irtix, que desemboca a l'oceà Àrtic. Al altre costat del riu (a l'oest) es van veure més focs, uns setanta, i alguns rastres de cavalls, però cap altra indici de vida. Shaikh Daud, un turcman amb fama de gran valentia, va ser enviat a buscar indicis més sòlids amb alguns homes; després de cavalcar dos dies, van trobar unes cabanes de palla i es van amagar durant la nit. L'endemà al matí, va aparèixer un home i va ser capturat instantàniament pels turcmans i portat a Timur. Tot i que no sabia res de Toktamish ni del seu exèrcit, deu dies abans havia vist un grup de deu cavallers armats que acampaven a prop (a una setmana de camí cap a l'oest). El rastre es feia més fort.
Timur va enviar una partida de soldats a buscar i capturar els homes armats que s'havien vist. Finalment foren localitzats i envoltats; van resistir ferotgement però van ser fets presoners per obtenir informació. Fou la primera escaramussa. Els presoners van revelar que el gran exèrcit tàtar era a l'oest. Les tribus reunides procedien de la regió entre el Volga i la mar Negra i en conjunt representaven el doble de les forces de Timur ; aquest va avançar cap a l'oest a marxes forçadesi l'11 de maig va arribar al riu Ural (Tik). Sempre sospitós que els guies poguessin conduir els seus homes a una emboscada, Timur va prescindir dels llocs de creuament que van suggerir (els principals guals: Aigher Yali, Bura Getxir i Txapma Getxir) i va fer creuar als seus homes i els seus cavalls en llocs menys evidents. La situació encara no era desesperada, però tornava a empitjorar cada dia que passava. Feia més de quatre mesos que havien sortit de Taixkent i encara no havien vist l'enemic. El temps era la batalla. Mostrar feblesa o exposar-se a un atac sorpresa de l'Horda hauria estat fatal. Sabia que els espies havien vist el seu avenç i que el Khan estava ben informat dels seus moviments. Timur havia de forçar a la Horda a lluitar o havia de portar el seu exèrcit a terres conreades abans del final de l'estiu. El retard era la millor arma de Toktamish.
Una altra setmana de dura marxa va portar als homes de Timur fins al riu Samara (Semur). Aquí el contingent d'exploradors (mangalai) es va unir al cos principal de l'exèrcit amb la notícia que havien sentit a l'enemic. Finalment, la batalla s'acostava. Es van fer alguns presoner i cadascun aportava alguna informació. Alguns van informar que Toktamish havia d'estar a la zona. Les forces de Timur van trobar rastres finalment de que una immensa host havia acampat al llac Kerk Gul, prop de tres llocs on es podia travessar el riu però ja s'havia retirat.<ref>Tamerlane, the earth shaker, de H. Lamb</ref> Un captiu va relatar com, fins que els desertors de l'exèrcit de Timur es van unir als Kiptxaks, el kan de l'Horda d'Or ni tan sols era conscient de l'avanç del seu enemic.

## Primeres topades
Van avançar durant dies cap a l'oest i finalment prop del riu Jaik o Ayik van trobar a la rereguarda de Toktamix. Hi va haver uns dies de escaramusses amb aquesta rereguarda en la que alguns caps militars de Timur van morir, i mentre la host principal de la Horda d'Or va enfilar cap al nord
Les dues parts es van muntar emboscades les unes contra les altres. Els presoners van fluir d'aquesta manera i, cadascun aportava informes sobre el parador de l'enemic. En un enfrontament particularment brutal, diversos oficials de Timur van morir entre els quals Aitkutmur. Altres militars destacats que van morir foren Herimulk (fill de Yadghiar Barles), Ramadan Khoja i Muhammad Arlat. El mateix emperador va llançar una incursió en represàlia, i tots els que havien lluitat valentament foren generosament recompensats i alguns van rebre el màxim honor de tarkhan (Jalal Hamid, Nedila, Shah Malik ibn Togha Mirken, amb dret a ser rebuts a tot hora per l'emperador i a no ser perseguits ni ells ni els seus fills durant set generacions per cap crim fins al novè); els parents de Aitkutmur van rebre diversos favors. Shah Malek, fill de Kala Gigai, va rebre els honors del seu pare amb el gran segell i el segell de la Papallona.

## Preparatius per la batalla
Els dos exèrcits van maniobrar a la recerca d'avantatge i els timúrides es van preparar per la tan esperada trobada; es va donar l'ordre de no encendre cap foguera a la nit. A cada campament, els soldats van rebre la instrucció de cavar posicions defensives i es van assignar guàrdies a cavall per patrullar el perímetre. Les divisions separades havien de romandre en formació de batalla. Sortint cap al nord, van deixar arrasades les terres per on havien passat; deixant enrere els boscos van entrar en la tundra humida; van arribar neus tot i que era juny; la terra en la que van entrar va quedar també despullada sistemàticament del poc suport que oferia. Les boires van descendir als pantans freds i van fer baixar la moral al campament de Timur. Aquest però va recuperar la iniciativa. Va fer una crida als seus soldats, va distribuir noves armes, armadures per homes i animals i escuts i arcs i fletxes.
Tot i que ara era estiu, les condicions encara eren febles. La visibilitat era escassa, els núvols espessos i les pluges intenses. No s'hi veia a tres passes segons diu la crònica. Finalment el temps va millorar al cap d'una setmana. Era mitjans de juny, feia més de 5 mesos que havien sortit hi havien recorregut 18000 km. La llum durant moltes hores al dia molestava a les 5 oracions diàries i Timur va autoritzar suspendre la pregaria del vespre. Finalment van trobar a l'exèrcit de la Horda d'Or en posició de combat. Timur va ordenar preparar un menjar abundant amb totes les provisions que quedaven i es va passar la nit sense encendre foc, descansant els soldats mentre que Timur jugava a escacs; no hi va haver consell de guerra amb els seus oficials.
Timur va preparar el seu exèrcit de manera tradicional amb dues ales i un centre, però va incorporar una avantguarda a cada ala (a mes de la del centre) i al centre hi hauria la reserva o sigui en total set divisions. El centre fou posat sota comandament de Muhammad Sultan, el net preferit de Timur. Shah Mahmud Khan (el kan fill del Khan Suyargatmish Khan) lideraria l'avantguarda central. Umar Xaikh lideraria l'ala esquerra amb les seves tropes d'Andijan; Miran Shah dirigiria la dreta. L'amir Saif al-Din va liderar l'avantguarda de l'ala esquerra; Timur dirigiria la rereguarda.
Toktamix també va disposar el seu exèrcit en tres cossos (centre, dreta i esquerra); tots els comandants eren prínceps tuluïdes: Tash Timur, Bykia Ruk, Ilikmish, Bik Pulad, Ali Aglan, Xinta Aglan i altres així com amirs d'alt prestigi. Sulayman Sufi Kungrat, Nuruz Kungrat, Aktau, Akbuta, Orosionk Kayat, Aisa Beg (germà d'Aideku), Ajan Beg, Sarai Beg, Kuke Bugha, Yagline Behrin, Kongurbi i altres
Abans de la batalla Timur va ordenar públicament desembalar i aixecar les seves sumptuoses tendes i pavellons i posar les seves catifes en una demostració deliberada de menyspreu per l'Horda i un exercici de guerra psicològica propi de la seva imaginació i audàcia. Segons la crònica, tot i que les forces de Toktamix eren més nombroses que els tàtars txagatais, aquesta actuació, que va durar onze hores, va trencar la seva moral. El 18 de juny de 1391 les línies dels dos exèrcits s'estenien diversos kilòmetres. Invocacions religioses van precedir la batalla.

## La batalla de Kunduzcha
La batalla de Kunduzcha, on després hi va haver la ciutat d'Orenburg, es va lliurar el 19-20-21 de juny. Just a la dreta de Timur, l'ala manada per Miran Shah, es va produir el primer atac de l'Horda d'Or i la primera carrega del príncep contra l'esquerra de Toktamix. Les línies d'aquest s'estenien en semicercle amb les ales solapant els flancs de Timur. Els combats van ser furibunds però indecisos, sense que cap dels dos costats es trenqués. A la confusió general que va seguir al primer atac, Timur va aprofitar per aconseguir l'avantatge pel costat dret i pel centre. En resposta, Toktamix va dirigir la seva ala dreta contra l'enemic dirigit per Umar Xaikh, apartant-lo del cos principal de l'exèrcit amb l'ajuda del seu major nombre i amenaçant d'embolicar-lo completament.
Però, en plena acció, la confusió es va introduir de sobte quan van veure que l'estàndard de Toktamish s'havia esvaït del camp. Era un signe segur de que el seu líder era mort. De fet, estava viu, però havia abandonat els seus homes i havia fugit del camp de batalla, segons Yazdi "per por i desesperació”. El pànic va afectar els kiptxaks i es va estendre per les seves files. Ben aviat, l'exèrcit que estava a punt de derrotar a Timur es trobava en una fugida en la que era perseguit i massacrat sense pietat pels timúrides. "Per l'espai de quaranta llegües (prop de 200 km) els van perseguir i en tot l'espai no es podia veure res mes que sang i les planes cobertes de cadàvers morts ", segons va escriure Yazdi. Cent mil homes i dones van perdre la vida a la batalla de Kunduzcha. El campament de l'enemic va caure a mans dels timúrides. Els soldats de l'Horda van fugir a l'est cap al Volga però foren perseguits i molts massacrats.

## Victòria i celebracions
La llarga marxa cap al nord s'havia acabat. Timur va besar la terra i va oferir gràcies a Déu per haver-li lliurat aquesta famosa victòria. Una vegada més, ell i el seu exèrcit van tastar els dolços fruits de la victòria. Els amirs i els prínceps de la sang van avançar per felicitar-lo, escampant-li or i pedres precioses, com era el costum. El botí era immens; barres d'or i de plata, sables i armament, provisions; hi havia tant que una part es va haver de deixar perquè els homes no ho podien portar; fins i tot els soldats més pobres van saquejar més cavalls dels que podien portar a Samarcanda. Hi havia camells, ovelles i bestiar. Els homes i dones de Kiptxak que no havien mort van esdevenir presoners i esclaus. Cinc mil nois van ser escollits per servei de la casa reial de Timur. Les noies i dones mes boniques van passar al seu harem.
Despietat en la guerra, Timur era fastuós en les seves celebracions de triomf. Es van donar comandes per a un gran festival a la riba del Volga, a la plana d'Urtupa, la mateixa plana on Joci, fill de Genguis, havia establert la seu de la seva part de l'imperi. Es va menjar i beure durant hores i els captius i les dones mes boniques van servir als guerrers, que van beure vi fins a esfondrar-se al terra o es retiraven a les tendes. Aquestes celebracions van durar un cert temps (un mes complet segons Marozzi, 26 dies segons Yazdi, una setmana segons Lamb). Toktamix havia escapat de l'enemic, però la seva Horda havia estat destrossada. Timur va instal·lar un nou Khan al seu lloc (un fill d'Urus Khan de nom Timur Kutlugh) que tenia suport entre l'Horda Blanca i amb això va sembrar la divisió entre els kiptxaqs. Timur Kutlugh, Konge Aglan i Aideku, els tres prínceps genguiskhànides tuluïdes refugiats amb Timur es van comprometre a reunir a les hordes disperses per posar-les sota el seu comandament i al servei de Timur. L'amenaça per a Transoxiana s'havia esvaït.
Aquesta hauria d'haver estat la fi de Toktamish. La seva lluita per la supremacia havia estat perduda. La majoria dels homes haurien estat agraïts simplement per haver sobreviscut a la matança. Després d'aquella catàstrofe, pocs haurien somiat de reprendre una carrera de conquesta, però malauradament per a Timur, les ambicions del kan de l'Horda d'Or van resultar més difícils de destruir que el seu poderós exèrcit. Tres anys després de la batalla de Kunduzcha, Timur haurà de fer altre cop campanya contra l'Horda d'Or.

## El retorn
Després de la festa, l'exèrcit de Timur va retornar cap a Samarcanda; estava a Sabran i Otrar l'octubre de 1391, i va passar el riu Sihun tot seguit, arribant a Samarcanda 9 mesos després de la seva sortida (va sortir el gener del 1391 i va retornar a l'octubre del mateix any) ; després de despedir a Miran Shah que tornava al Khurasan, Timur va tornar al nord per passar el hivern del 1391 al 1392 a Taixkent; va creuar el Sihun a Khujend i va acampar a la gran plana de Barsin on se li va reunir el'amir Hajji Saif al-Din amb la resta de l'exèrcit que encara estava venint (primers de desembre de 1391) per lo que la campanya en conjunt havia durant 11 mesos llargs. Allí Timur va repartir l'immens botí fet a la campanya i com que era tan gran, no sols el va repartir entre els que hi havia participat sinó també entre els que s'havien hagut de quedar. Al final del hivern Timur va retornar a Samarcanda, on va organitzar per tothom una cacera (primavera del 1392). Mentre Toktamix durant el hivern recuperava el poder que mai no havia perdut del tot, obtenint el suport de diverses hordes disperses.